# Epulaega fracta
Epulaega fracta är en kräftdjursart som först beskrevs av Hale 1940.  Epulaega fracta ingår i släktet Epulaega och familjen Aegidae. Inga underarter finns listade i Catalogue of Life.